# Stielgranate 41

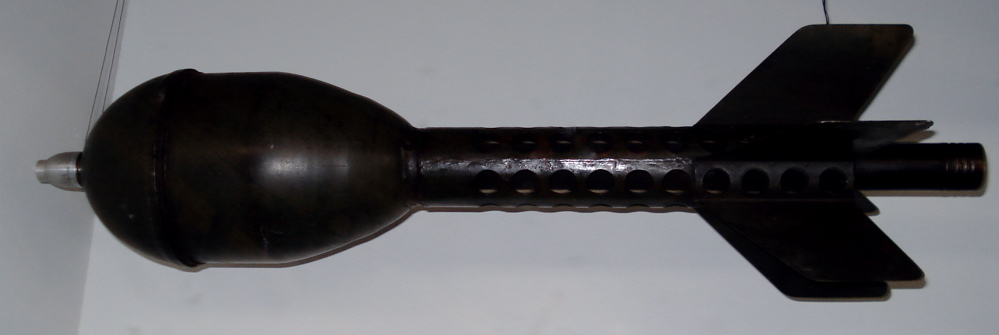
Stielgranate 41 (Hinweis: Die Richtung des Metallstrahls zeigt hier nach links)

Die Stielgranate 41 wurde 1943 als panzerbrechende Munition nach dem Hohlladungs-Prinzip für die PaK 36 von der deutschen Wehrmacht entwickelt, um gegen schwer gepanzerte Fahrzeuge vorgehen zu können. Die ballistische Durchschlagsleistung (Produkt aus Geschossgeschwindigkeit, -bauart und -gewicht) konnte bauartbedingt nicht mehr deutlich erhöht werden. Die 3,7-cm-PaK wurde bei der „Stielgranate 41“ nur mit einer Kartusche als Treibladung ohne ein Geschoss geladen. Die Hohlladung wurde mit einem kurzen Stiel vorne auf das kleine Geschütz eingesteckt und durch den Gasdruck der Kartusche in einem geringen Anteil des Laufes nur kurz beschleunigt. Sie war daher erheblich langsamer als die bis dato benutzten Panzergranaten, was aber bei Hohlladungen keinen Einfluss auf die Leistung hat. Sie wurde im Flug durch 6 kleine Flächen ohne Drall stabilisiert. Konnte ein Treffer auf kurzer Distanz gesetzt werden, so war die Durchschlagskraft gegenüber den sonst üblichen 3,7-cm-Granaten extrem erhöht. Sie konnte leicht mitgeführt werden (siehe 3,7-cm-PaK 36).

## Geschichte

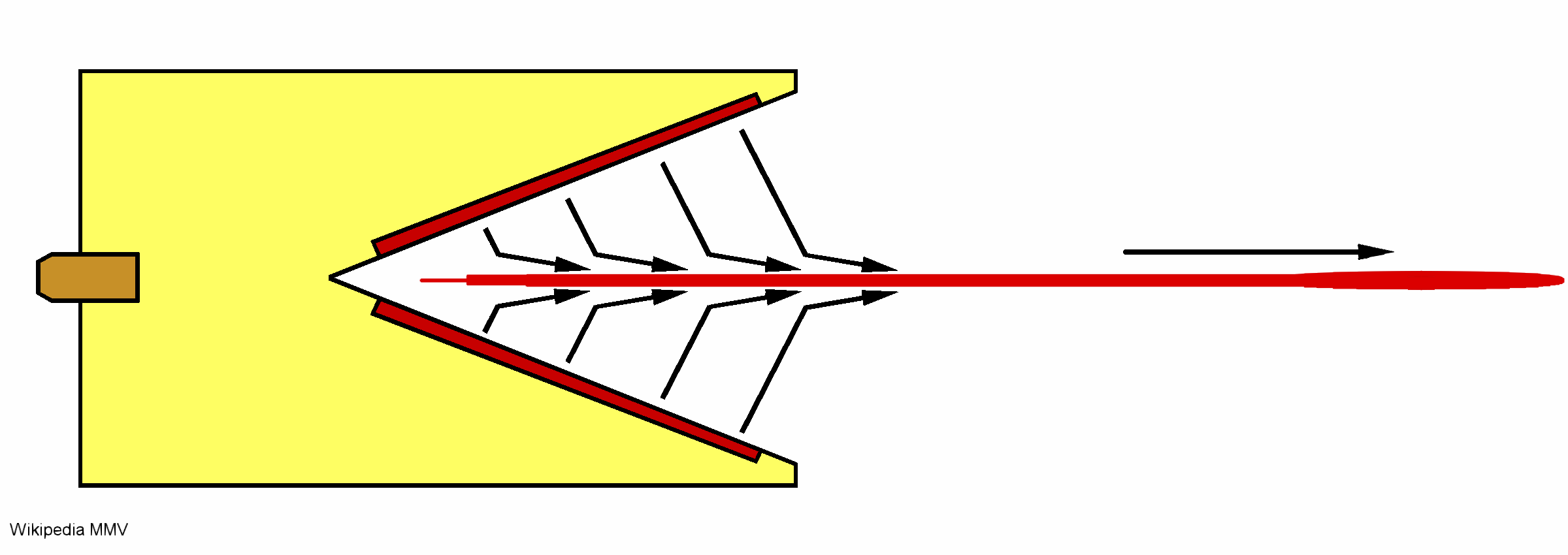
Prinzip: Bildung des kumulativen Metallstrahls bei der Detonation einer Hohlladung (Hinweis: Die Richtung des Metallstrahls zeigt hier nach rechts)

Mit dem Aufkommen schwer gepanzerter Fahrzeuge, vor allem des T-34 auf russischer Seite, wurde die alte Munition der PaK 36 fast nutzlos. Anstatt die Geschütze auszutauschen, reagierte man mit der Einführung der Stielgranate 41. Die Granate wurde aufgesteckt und konnte Weiten von bis zu 800 Metern erreichen, allerdings mit extremen Einschränkungen in der Treffgenauigkeit. Die effektive Reichweite betrug daher durch das hohe Gewicht und die geringe Geschwindigkeit knapp 300 Meter. Das langwierige Nachladen und das schwierige Zielen machten die Stielgranate 41 bei den Truppen unbeliebt.
Der Einsatz war für die Geschützbesatzung extrem lebensgefährlich und folglich auch unbeliebt, da die Geschützbedienung bei einer so kurzen Kampfentfernung zum gegnerischen Panzer in die unmittelbare Wirkreichweite von dessen abgesessenen Panzergrenadieren kam und von diesen im Regelfall umgehend bekämpft wurde. Aus dem Hinterhalt einer gut getarnten Stellung eingesetzt war die Stielgranate 41, wenn der Schütze auf eine möglichst geringe Entfernung wartete, eine sehr wirksame Waffe gegen Panzer.
Ein weiterer Schwachpunkt im Einsatz war das Nachladen nach einem Fehlschuss: Man musste dazu den schützenden Schild verlassen, vor das Geschütz treten und eine neue Stielgranate möglichst schnell aufstecken. Gleichzeitig musste der Ladeschütze die Kartusche austauschen und der Richtschütze das Ziel verfolgen. Da der Fehlschuss aus einer Maximalentfernung von ca. 500–300 m abgefeuert wurde, war in der Zwischenzeit der anvisierte Panzer nur noch ca. 450–100 m entfernt. Das Aufspringen aus der Deckung verriet aber den MG-Schützen im und neben dem Feindpanzer und dessen begleitenden Panzergrenadieren sofort die getarnte Position der Geschützstellung, welche somit das gesamte Abwehrfeuer auf sich zog.
Durch die große Durchschlagskraft konnte es die Stielgranate 41 allerdings mit allen gepanzerten Fahrzeugen der damaligen Zeit aufnehmen.

## Technische Daten

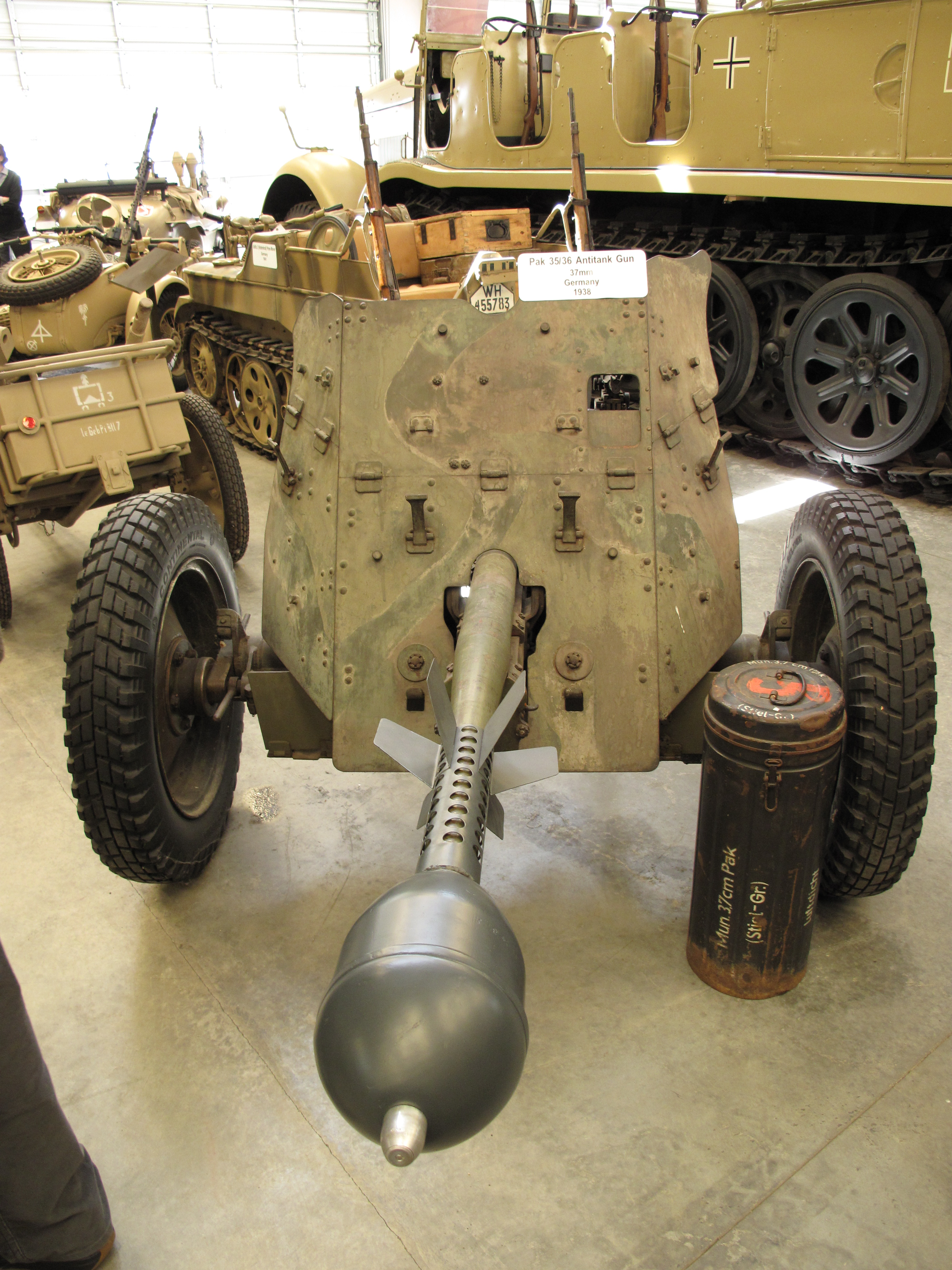
Stielgranate 41 auf dem Geschützrohr einer 3,7-cm-PaK 36

| Art                  | Aufsteckgeschoss     |
|                      | Hohlladung           |
| Gewicht              | 8,6 kg               |
| Gewicht Sprengkopf   | 2,42 kg              |
| Kaliber              | 3,7 cm (vgl. PAK 36) |
| Kopfdurchmesser      | 15 cm                |
| Geschwindigkeit1     | 110 m/s              |
| Länge                | 73,8 cm              |
| Durchschlag          | 180 mm               |
| Effektive Reichweite | ~300 m               |
| Zünder               | AZ2 5075             |
|                      | AZ2 5095             |
|                      | BdZ3 5130            |

1: V0

2: Aufschlagzünder

3: Bodenzünder